# حلاج عليا
حلاج عليا هي قرية في مقاطعة ميانة، إيران. عدد سكان هذه القرية هو 366 في سنة 2006.